# Smbat Ier Bagratouni
Smbat Ier Bagratouni (en arménien Սմբատ Ա Բագրատունի) est le plus ancien membre de la famille arménienne des Bagratides aujourd'hui connu. Il est probablement seigneur de Sper, en Arménie historique.
L'unique mention de Smbat Ier date de 314, qui fait de lui un aspet, ou maître de cavalerie, et un thagadir, ou pose-couronne. Moïse de Khorène fait de lui le descendant d'une grande et ancienne famille juive, et l'empereur byzantin Constantin VII Porphyrogénète, au Xe siècle, va jusqu'à dire qu'il descend des rois bibliques David et Salomon.
Il aurait eu au moins un fils (la paternité n'est pas certaine) : Bagrat Ier.